# Evaristo Carvalho
Evaristo do Espírito Santo Carvalho (n. 22 octombrie 1941, Provincia São Tomé and Príncipe⁠(d), Imperiul Portughez – d. 28 mai 2022, Lisabona, Portugalia) a fost un politician din São Tomé și Príncipe, care a fost al patrulea președinte al statului São Tomé și Príncipe, între 2016 și 2021. El a fost anterior al cincilea prim-ministru al țării, fiind ales de două ori.

## Cariera politică
Anterior, a fost prim-ministru al São Tomé și Príncipe în perioada 7 iulie 1994 - 25 octombrie 1994 și din nou între 26 septembrie 2001 și 28 martie 2002. Este membru al partidului Acțiune Democratică Independentă (ADI). 
Carvalho a participat la alegerile prezidențiale din 2011 din São Tomé, în timp ce era purtătorul de cuvânt al Adunării Naționale.  El a fost sprijinit în campania sa de actualul premier Patrice Trovoada.  Carvalho a terminat pe locul al doilea în primul tur cu 21,8% din voturi, în spatele fostului președinte, Manuel Pinto da Costa. Costa a învins la scrutinul din turul doi, cu 52,9% din voturi.  Carvalho a devenit ulterior vicepreședinte al ADI. 

### Președinție
La alegerile prezidențiale din iulie 2016, Carvalho a câștigat cele mai multe voturi, dar a rămas ușor sub majoritate, cu 49,8%, așa că a avut loc un al doilea tur de scrutin câteva săptămâni mai târziu. Cu toate acestea, Costa, președintele în exercițiu, s-a retras din scrutinul din 7 august, acuzând fraudă în alegerile din iulie. Acest lucru i-a predat efectiv președinția lui Carvalho.  El a fost inaugurat în rolul de președinte pe 3 septembrie. Procesul electoral a fost bine primit la nivel internațional, cu un comunicat de presă al Departamentului de Stat al Statelor Unite care afirmă că „Aceste alegeri sunt încă o demonstrație a angajamentului de lungă durată al São Tomé și Príncipe față de valorile democratice. Prin conduita lor exemplară, oamenii din São Tomé și Príncipe continuă să servească drept un far al democrației pentru alte țări.” 